# إنصاف علوي
إنصاف علوي السقاف مخرجة وممثلة يمنية، اشتهرت بإخراجها لمسرحيات من المسرح التجريبي.

## حياتها
ولدت في الشيخ عثمان، محافظة عدن لأب بعثي قادم من منطقة الوهط في محافظة لحج في أسرة تعمل في الحقل السياسي، فجدها عبدالله الأصنج تولى وزارة الخارجية. تم تأميم ممتلكات عائلتها في العام 1976. بعد طلاق والديها عاشت في كنف زوج أمها وتأثرت بشخصيته بشكل كبير.
أول أعمالها التمثيلية في المسرح كان باسم الخيانة والوفاء عام 1979 وهو عمل من الأدب الهندي، أما أول أعمالها في الإخراج فكان مسرحية بعنوان قارب في غابة عام 1981.
حصلت على دبلوم التمثيل والإخراج من كلية الفنون الجميلة في عدن ومن ثم الماجستير في الإخراج المسرحي من روسيا البيضاء.
قتل شقيقها في أحداث يناير 86 في عدن.
تزوجت من مواطن سوري وأنجبت فتاة.
حكم عليها بالإعدام في عدن في العام 1988 بعد أن شتمت علي سالم البيض زعيم اليمن الجنوبي حينها على خشبة المسرح وكانت قد وجهت لها قبل تلك الحادثة عدة تهم تدور بعضها حول اتهامها بالانتساب إلى حزب البعث العربي الإشتراكي السوري والعراقي والقومي نتيجة لزواجها من سوري.
استطاعت مع ابنتها الهروب من عدن إلى صنعاء بعد صدور حكم الإعدام، وبعد مكوثها لفترة فيها سافرت لروسيا البيضاء في نهاية العام 1989، وعادت بعد الوحدة إلى صنعاء. أقفلت ملفات اتهامها تماما في العام 1992.
استقرت في صنعاء منذ ذلك الحين وعملت في مجال الإخراج المسرحي والمشاركة في التمثيل في بعض المسلسلات التلفزيونية.

## من أعمالها
في الإخراج المسرحي:
قارب في غابة، البدروم، غلطة في حياتي، عرض زواج، أنا وحماتي ومدير المسرح، حبل الغسيل، أبو البنات، أنت، الظل، السبع خيارات، سلومة تسلم (تأليف وإخراج).
في التمثيل التلفزيوني:
مسلسل الحنين.